# Mahnmal zur Erinnerung an jüdisches Leben in der Ohestraße

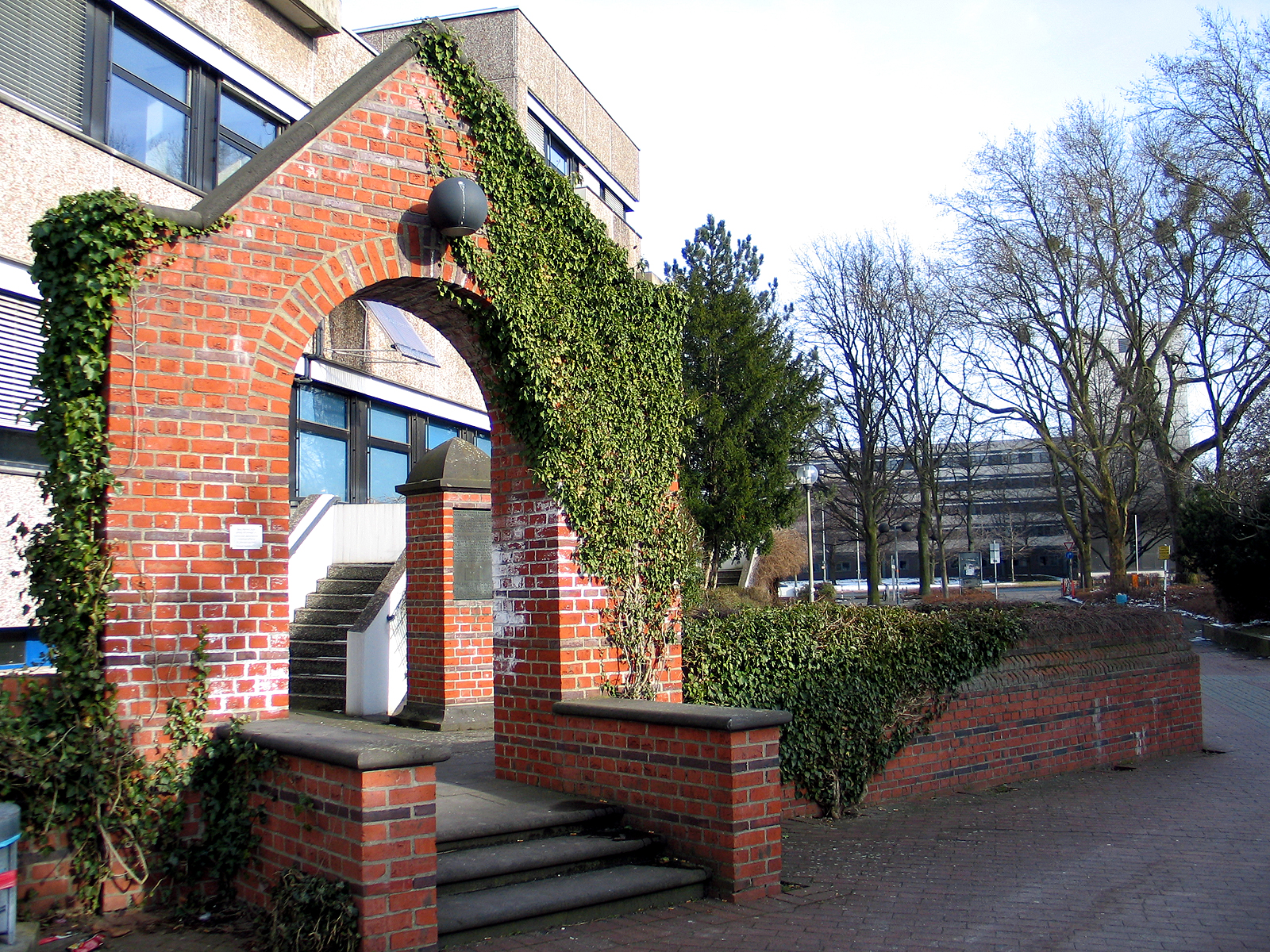
Das 1990 durch Schüler des hannoverschen Berufsschulzentrums errichtete Mahnmal in der Ohestraße

Das Mahnmal zur Erinnerung an jüdisches Leben in der Ohestraße in Hannover wurde von Schülern des  dortigen Berufsschulzentrums gestaltet. Es erinnert an die während der Zeit des Nationalsozialismus begangenen Verbrechen zur Zerstörung jüdischen Lebens in Hannover. Standort des Mahnmals, das an der Stelle des ehemaligen „jüdischen Bildungszentrums“ errichtet wurde, ist die Ohestraße 8 nahe dem Waterlooplatz und der Ihme im Stadtteil Calenberger Neustadt.

## Geschichte

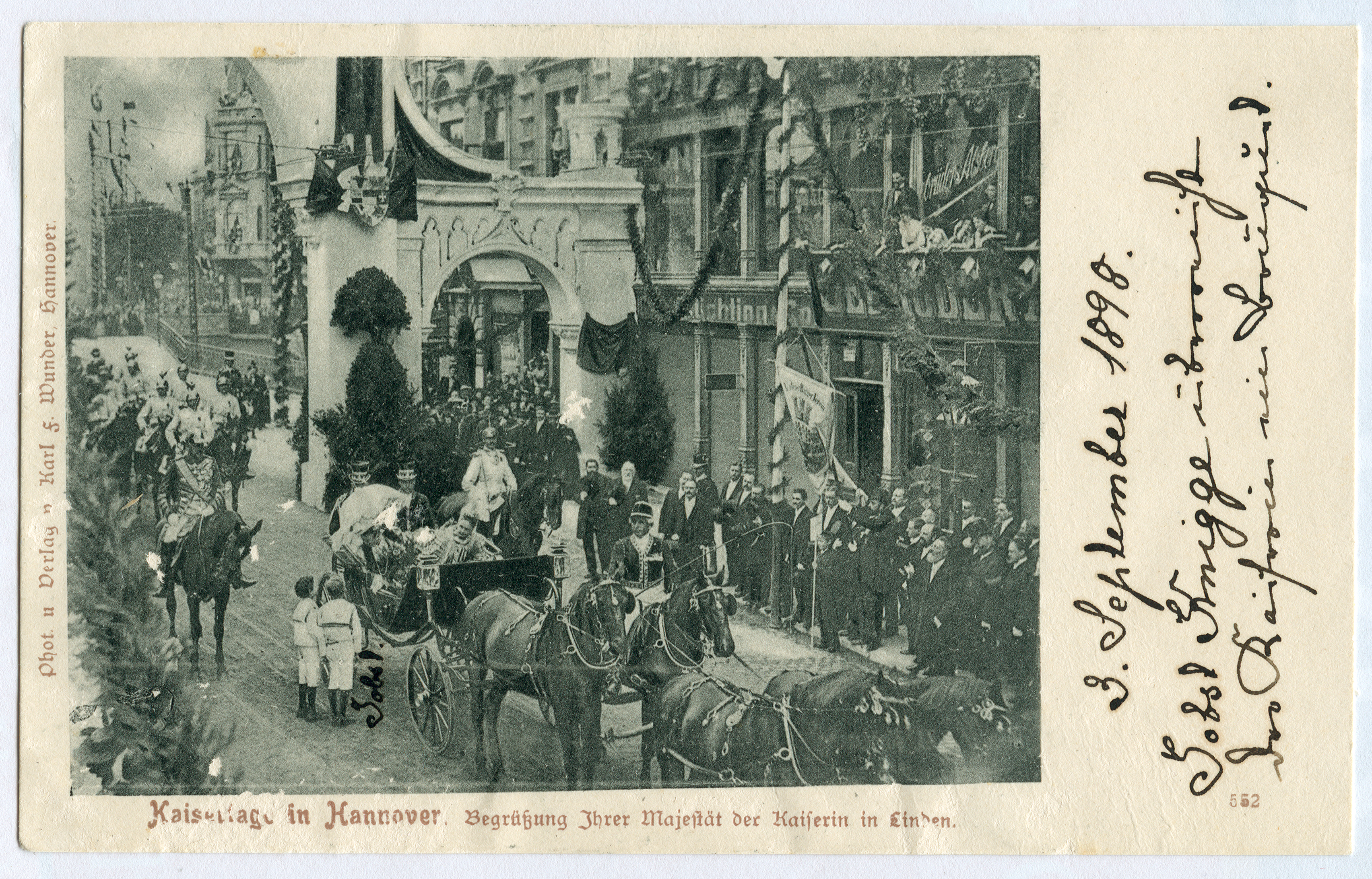
Begrüßung der Kaiserin Auguste Viktoria 1898 am Schwarzen Bär in Linden; im Hintergrund rechts ein Teil der Ohestraße im Stil der Gründerzeit;
Ansichtskarte Nr. 552 von Karl F. Wunder

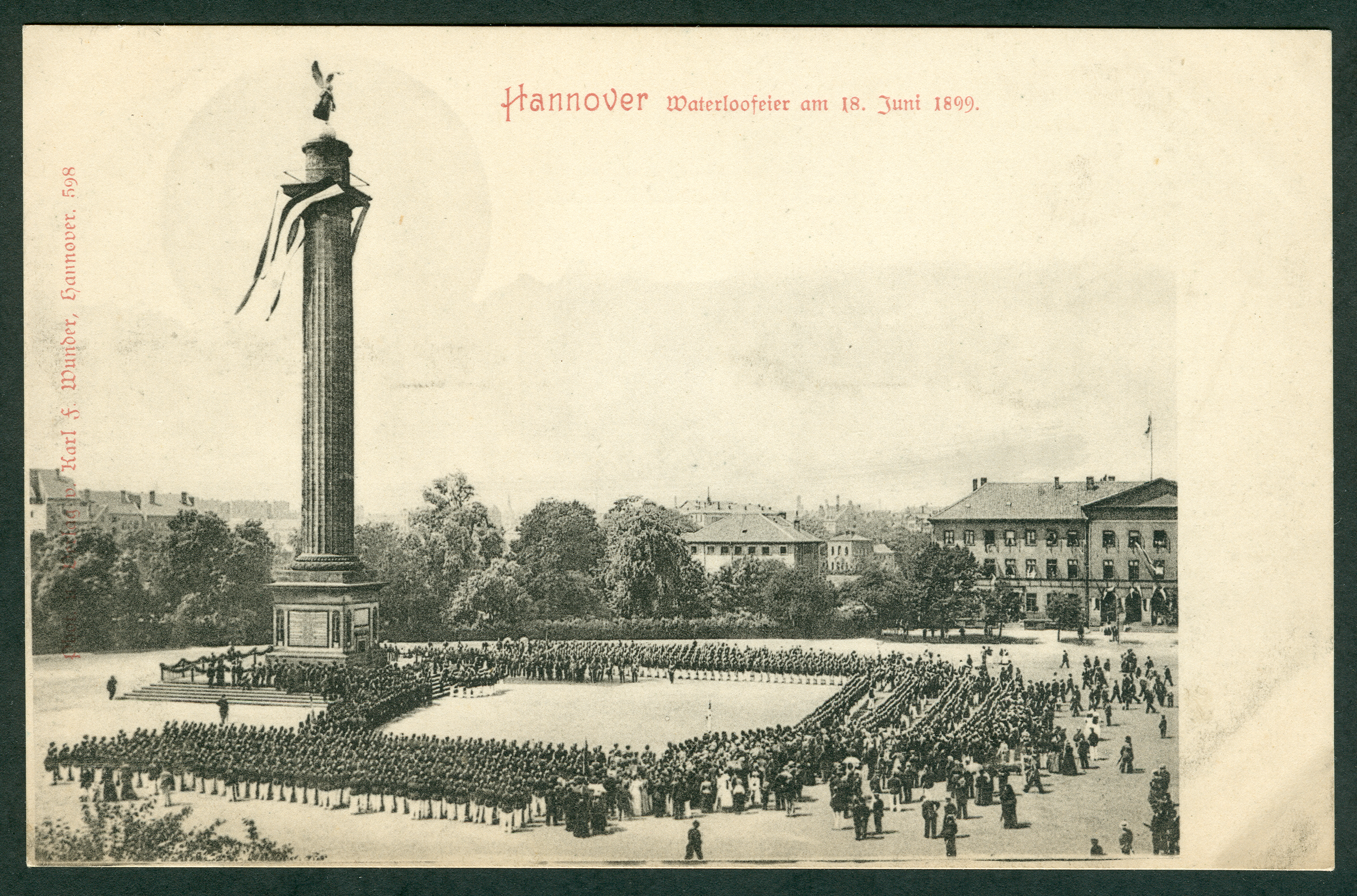
Blick am 18. Juni 1899 vom Waterlooplatz anlässlich der „Waterloofeier“ auf die im Hintergrund links liegenden Gebäude in der Ohestraße;
sogenannte „Ereigniskarte“ von Karl F. Wunder

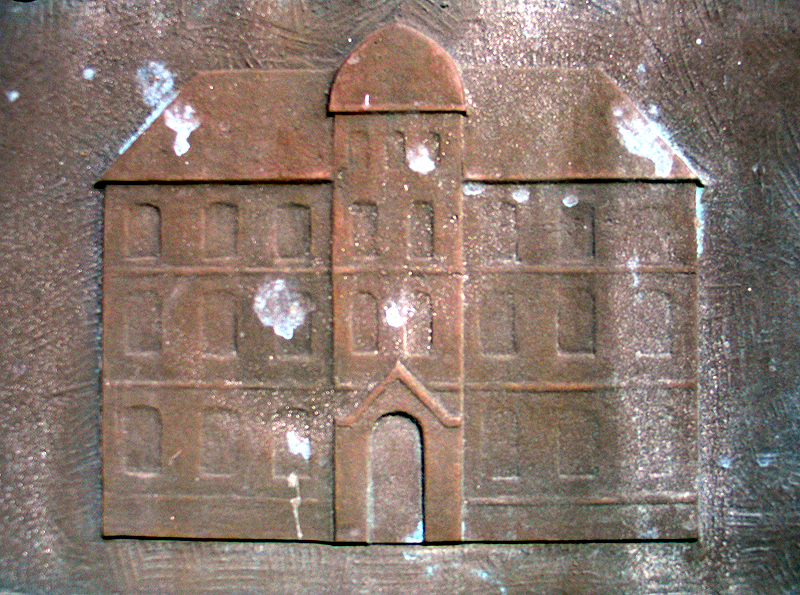
Gedenktafel mit dem stilisierten, 1971 abgerissenen Schulgebäude

Seit den 1880er Jahren engagierte sich der hannoversche Bankier Alexander Moritz Simon um „die Verbesserung der wirtschaftlichen, sozialen und politischen Lage der deutschen Juden durch ‚Berufsumschichtung‘“. Entsprechend seinem Wahlspruch „Nicht durch Almosen, sondern durch Erziehung zur Arbeit kann [...] geholfen werden“, hatte Simon 1885 den Verein zur Förderung des Gartenbau- und Handfertigkeitsunterrichts gegründet: In der von dem Bankier gegründeten Schule in der Ohestraße begann er mit praktischem Unterricht für die Schüler, noch bevor er später 1893 die Israelitische Erziehungsanstalt in Ahlem eröffnete.
Die spätere Gedenktafel fasst diese Entwicklung in der Ohestraße wie folgt zusammen:

„In der Ohestraße bauten die Juden Hannovers seit 1887 kulturelle und soziale Einrichtungen auf: Schulen und Lehrerausbildung, Kindergarten und öffentliche Küche. Zentralstelle für Wohlfahrtspflege ...“

Nachdem bereits in den 1920er Jahren ein Antisemitismus in Hannover „allgegenwärtig“ war, begann mit der Machtergreifung durch die Nationalsozialisten im Jahr 1933 die staatlich gewollte, ja gesteuerte Vernichtung jüdischen Lebens. 1938 setzten die Nazis mit der sogenannten „Reichskristallnacht“ deutschlandweit ihre Brandzeichen; auch die seinerzeit ebenfalls in der Calenberger Neustadt gelegene Neue Synagoge wurde so zerstört.
Am 3./4. September 1941 wurden die Gebäude Ohestraße 8/9 durch die von Gauleiter Hartmann Lauterbacher angeordnete Aktion Lauterbacher schließlich zu einem der 16 in Hannover bestimmten, sogenannten „Judenhäuser“, in denen die hannoverschen Juden zunächst zusammengepfercht und von dort aus über den Bahnhof Fischerhof in Linden zur Vernichtung abtransportiert wurden. Dazu die Gedenktafel in der Ohestraße:

„... Die Nationalsozialisten zerstörten die jüdische Gemeinde. 1941/42 sammelte die Gestapo in den Häusern Ohestraße 8 und 9 mehr als 340 Menschen zur Deportation in die Ghettos und Konzentrationslager Warschau, Theresienstadt, Riga und Auschwitz ...“

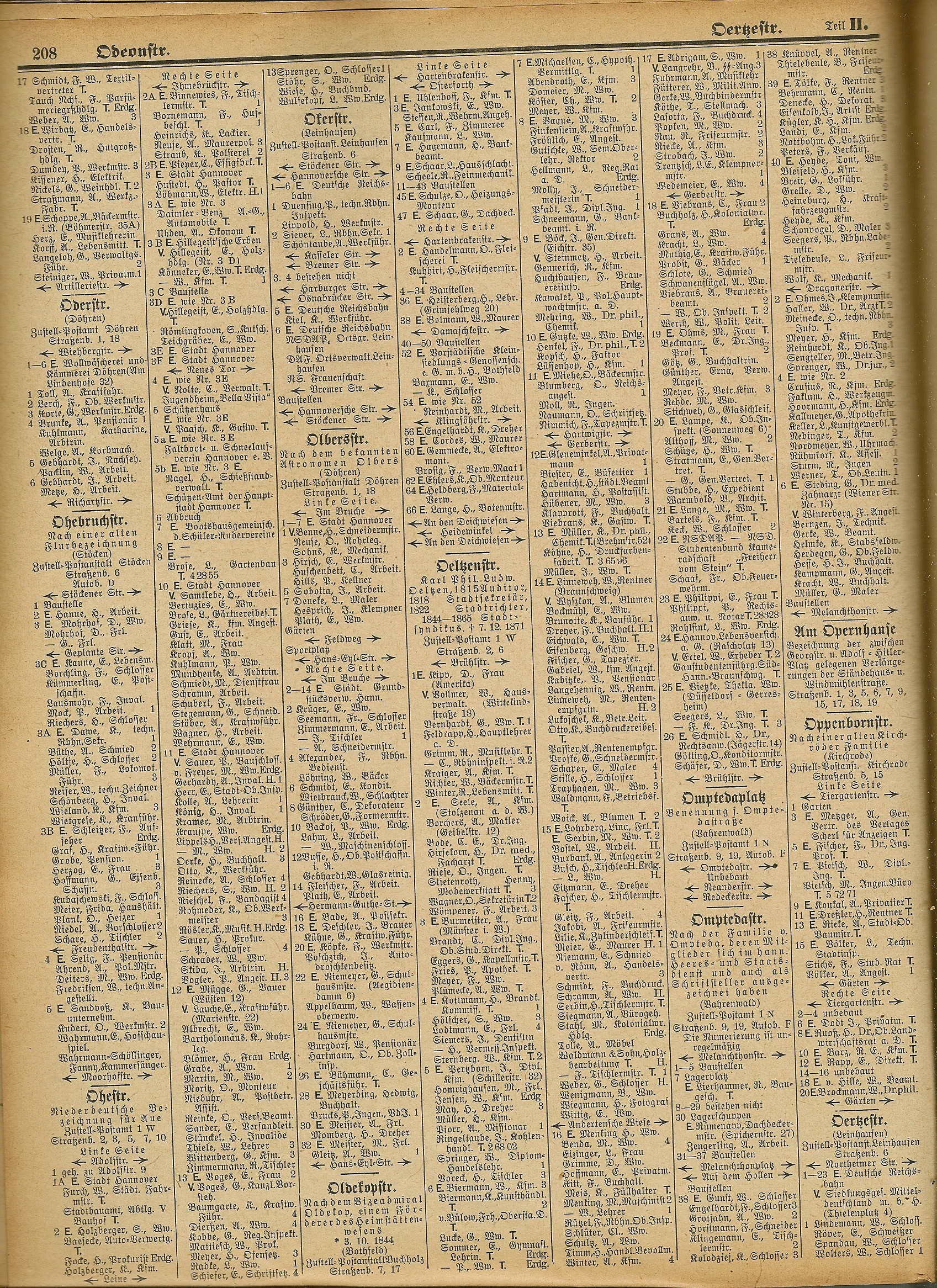
Seite aus dem Adressbuch der Stadt Hannover von 1942 mit den damaligen Nutznießern der Gebäude in der Ohestraße

Im Juni 1942 hatten die Nationalsozialisten die gesamte Ohestraße restlos von den entrechteten Juden geräumt: Die ehemals in jüdischem Besitz befindlichen Gebäude wurden der Stadt Hannover übergeben, die die Gebäude, die die Luftangriffe auf Hannover überstanden, bis zum Kriegsende unterschiedlich nutzte.
Nach dem Ende des Krieges wurden die Gebäude Ohestraße 8/9 für kurze Zeit vom Jewish Committee Hannover genutzt, einer Organisation von Juden, die den Holocaust überlebt hatten.

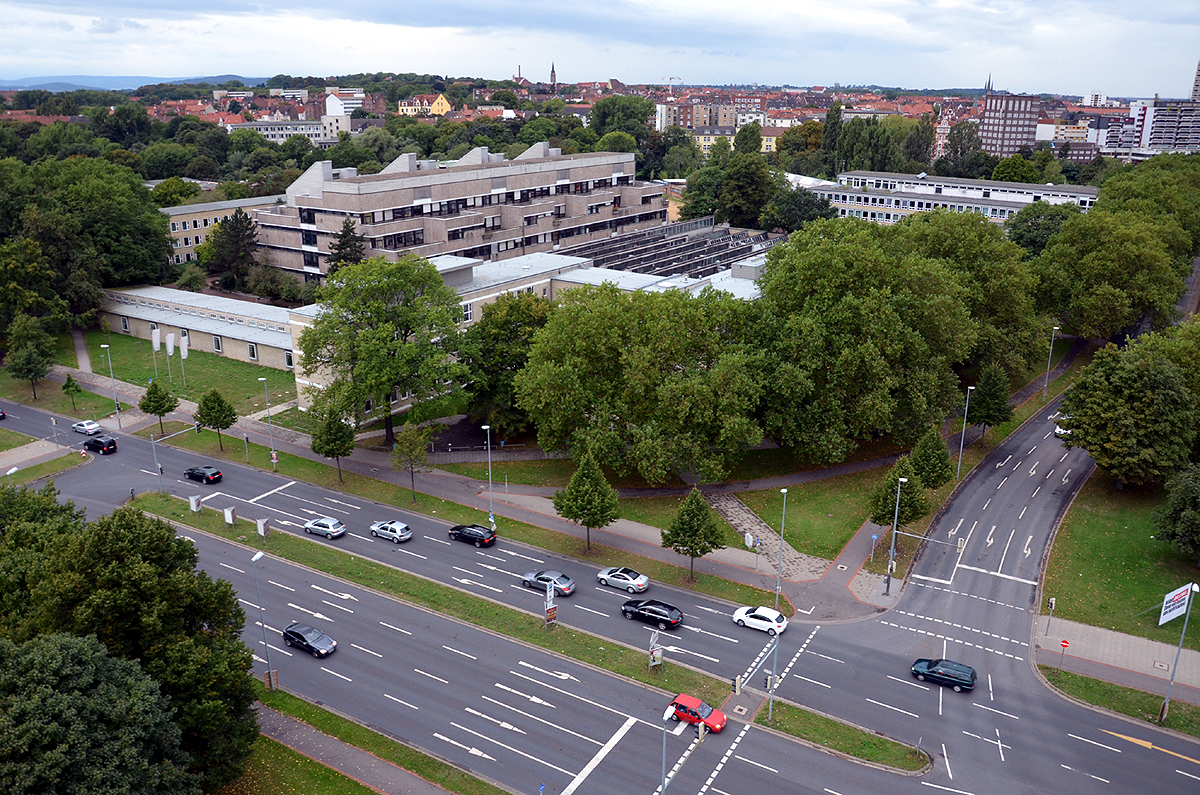
Die „Berufsbildende Schule Metalltechnik ^{.} Elektrotechnik der Region Hannover, Otto-Brenner-Schule (bbs me)“ an der Stelle des historischen Gebäudes Ohestraße 8/9;
Fotoaufnahme von der Waterloosäule (2013)

1971 wurden die beiden ehemals jüdischen Gebäude abgerissen zugunsten des Neubaues der Berufsbildenden Schulen (BBS) an ihrer Stelle. (Architekten Sigrid und Walter Kleine, Fertigstellung 1976)
Nachdem sich Schüler der BBS bereits seit 1986 in vielfältiger Weise historisch und kulturell, theoretisch und praktisch mit dem Projekt Mahnmal Ohestraße befasst hatten, wurde das Mahnmal am 27. April 1990 eingeweiht unter Beteiligung des damaligen Oberbürgermeisters Herbert Schmalstieg sowie „Herrn Raphael, dessen Eltern von hier aus nach Riga deportiert worden waren.“ Dazu vermerkt die Gedenktafel:

„... Zur Erinnerung an das jüdische Leben in der Ohestraße und zur Anklage des Verbrechens seiner Zerstörung wurde 1990 dieses Mahnmal errichtet.“

Als eines der letzten originalen Bau-Zeugnisse aus den frühen Jahren der Ohestraße wurde ein ehemaliges „Garnisonsgebäude“, das später von der BBS als Schulgebäude und Maurerhalle genutzt wurde, von dem Abbruchunternehmen Hagedorn abgerissen.

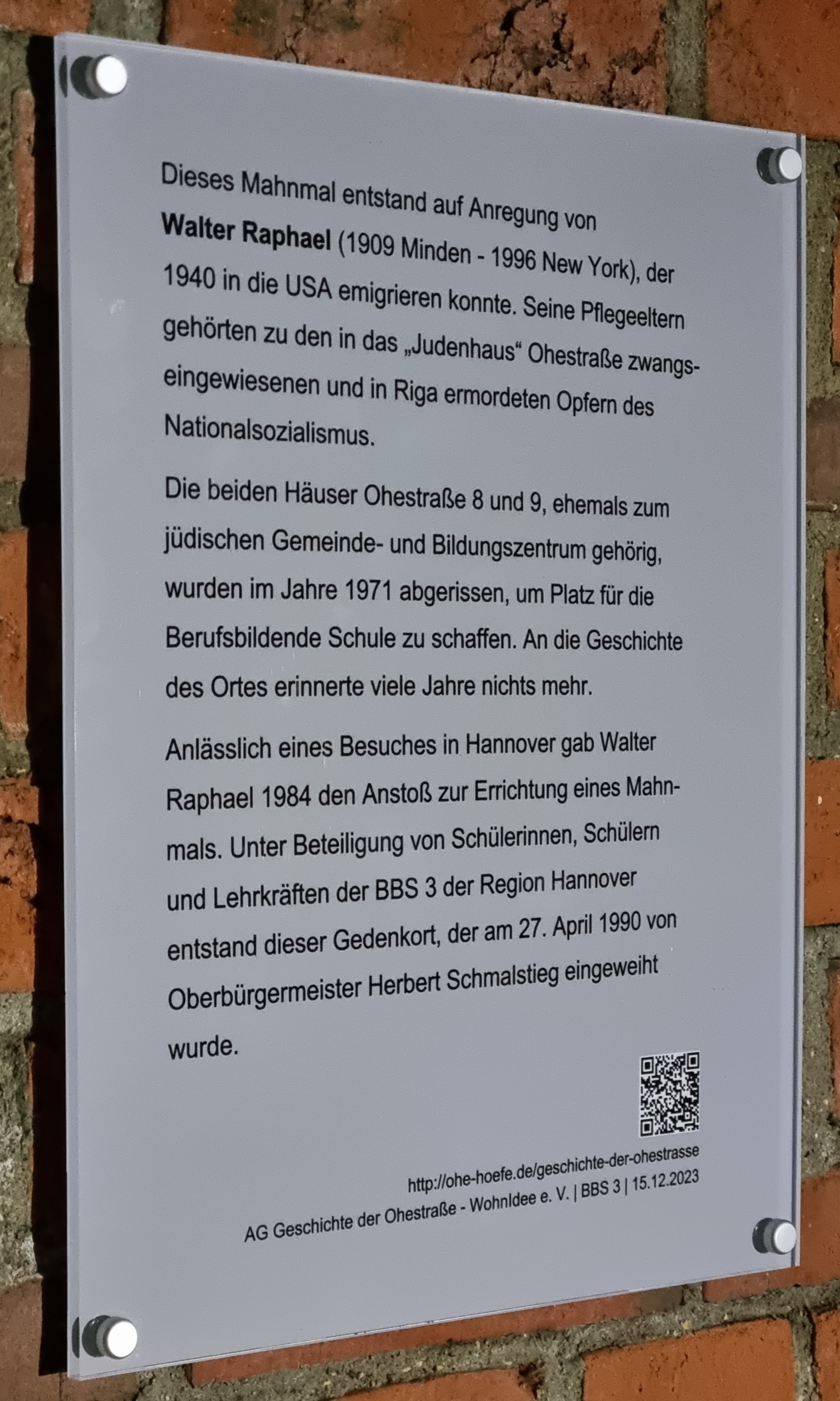
Am 15. Dezember 2023 enthüllte Erinnerungstafel für Walter Raphael

Am 15. Dezember 2023 wurde am Mahnmal in der Ohestraße eine Gedenkveranstaltung abgehalten anlässlich des 82. Jahrestages der Deportationen von 1001 Jüdinnen und Juden, die vom Sammellager Ahlem in die Vernichtungslager Riga auf einen „Weg ohne Rückkehr“ geschickt wurden, wie der ehemalige Oberbürgermeister Herbert Schmalstieg in seiner Rede betonte. 1984 hatte ihn der nach New York emigrierte Walter Raphael, dessen Pflegeeltern ebenfalls in der Ohestraße gewohnt hatten und dann in Riga ermordet wurden, nachdrücklich zum Bau einer Erinnerungsstätte angeregt. Während der Gedenkveranstaltung wurde eine von der Arbeitsgruppe AG Geschichte der Ohestraße – Wohnidee e.V. verfasste Erinnerungstafel an Walter Raphael und die Geschichte des Mahnmals vor Ort enthüllt.